# Парньи-ла-Дюи
Парньи́-ла-Дюи́ (фр. Pargny-la-Dhuys) — коммуна во Франции, находится в регионе Пикардия. Департамент коммуны — Эна. Входит в состав кантона Эссом-сюр-Марн. Округ коммуны — Шато-Тьерри.
Код INSEE коммуны — 02590.

## Население
Население коммуны на 2010 год составляло 170 человек.
| 1962 | 1968 | 1975 | 1982 | 1990 | 1999 | 2010 |
| ---- | ---- | ---- | ---- | ---- | ---- | ---- |
| 242  | 224  | 166  | 141  | 156  | 158  | 170  |

## Экономика
В 2010 году среди 102 человек трудоспособного возраста (15—64 лет) 77 были экономически активными, 25 — неактивными (показатель активности — 75,5 %, в 1999 году было 65,6 %). Из 77 активных жителей работали 65 человек (36 мужчин и 29 женщин), безработных было 12 (5 мужчин и 7 женщин). Среди 25 неактивных 4 человека были учениками или студентами, 12 — пенсионерами, 9 были неактивными по другим причинам.